# Francis Hauksbee

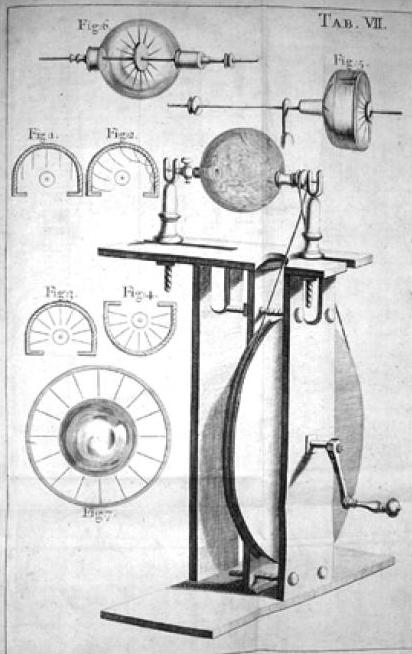
Generator volgens Hauksbee, Uit: Physico Mechanical Experiments, 2e ed, Londen 1719

Francis Hauksbee (1666-1713) was een Brits wetenschapper en lid van de Royal Society. Hij deed onderzoek naar statische elektriciteit.
Hij is vooral bekend geworden door de Hauksbee generator die hij in 1703 aan de Royal Society in Londen toonde. De generator bestaat uit een glazen bol, op een as bevestigd, die snel rond gedraaid kon worden door middel van een spinnewielachtige constructie, zoals getoond in de afbeelding. De bol was vacuüm gepompt en er zat wat kwik in.
Door wrijving van zijn blote hand op de snel ronddraaiende bol wekte Hauksbee statische elektriciteit op het oppervlak van de bol op, waardoor in de bol lichtverschijnselen ontstonden. Dit fenomeen vormt de basis voor de moderne fluorescentielampen en kwiklampen, die pas vanaf 1900 tot ontwikkeling zijn gekomen.
Hauksbee was geïnspireerd door waarnemingen van de Franse astronoom Jean Picard, die in het donker een met kwik gevulde barometer bewoog. Hij nam lichtverschijnselen boven het kwik waar, die het sterkst waren, als het kwik in de buis op en neer bewoog. De waarnemingen werden door Johan Bernoulli, die toen hoogleraar wiskunde in Groningen was, in Londen gemeld.